# Mallophora affinis
Mallophora affinis är en tvåvingeart som beskrevs av Ignaz Rudolph Schiner 1868. Mallophora affinis ingår i släktet Mallophora och familjen rovflugor. Inga underarter finns listade i Catalogue of Life.